# Gråblå nopping
Gråblå nopping (Entoloma mougeotii) är en svampart. Gråblå nopping ingår i släktet Entoloma och familjen Entolomataceae.  Arten är reproducerande i Sverige.

## Underarter
Arten delas in i följande underarter:
- fuscomarginatum
- mougeotii

## Källor

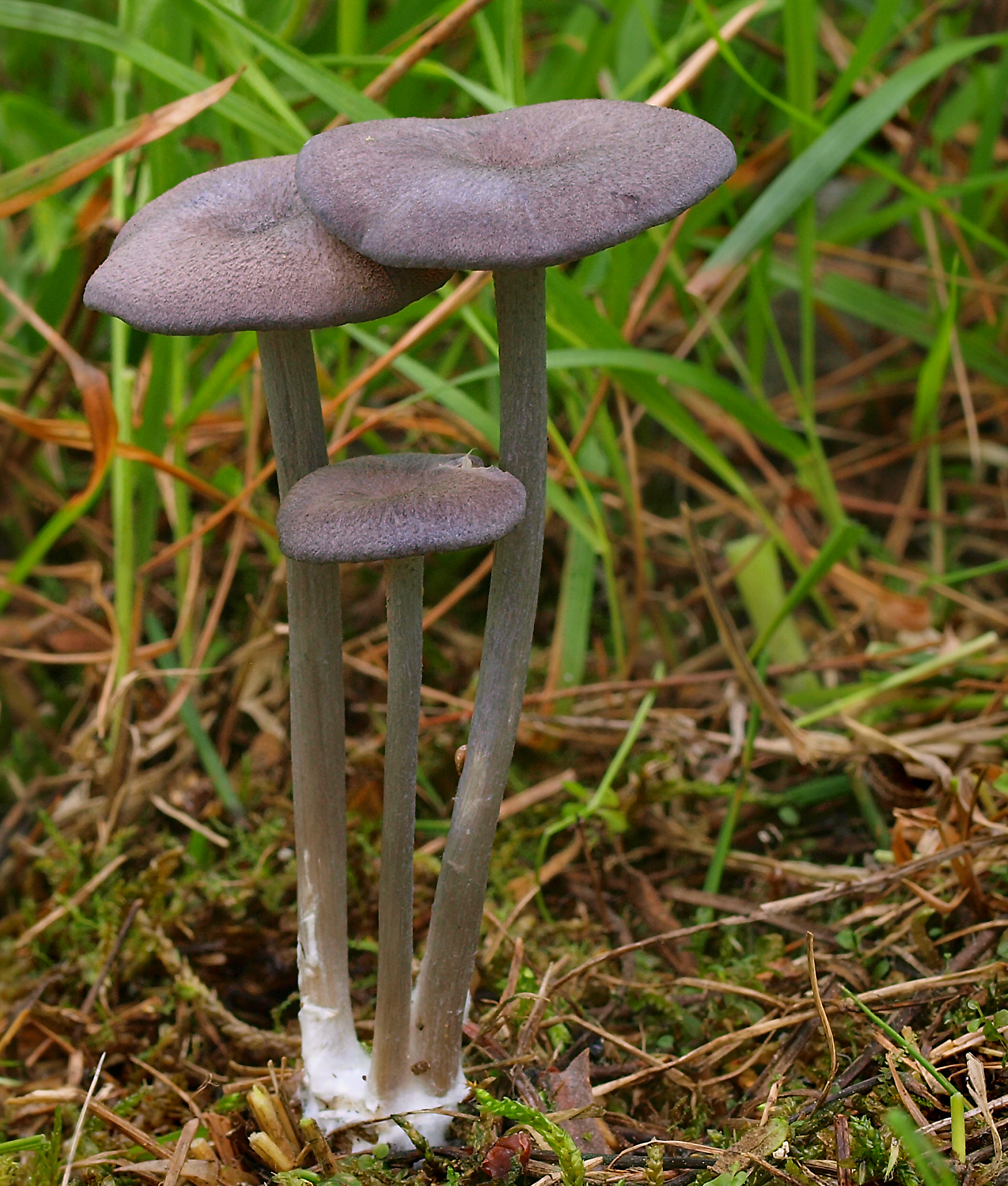
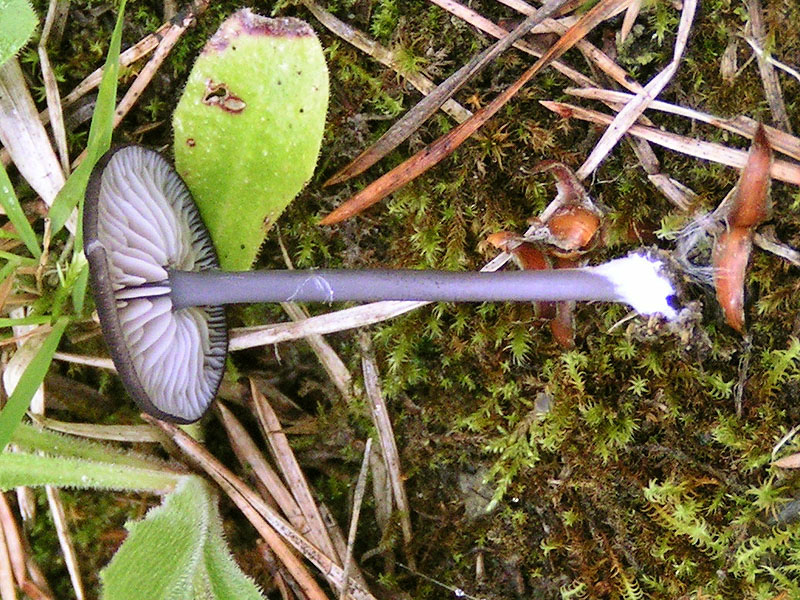
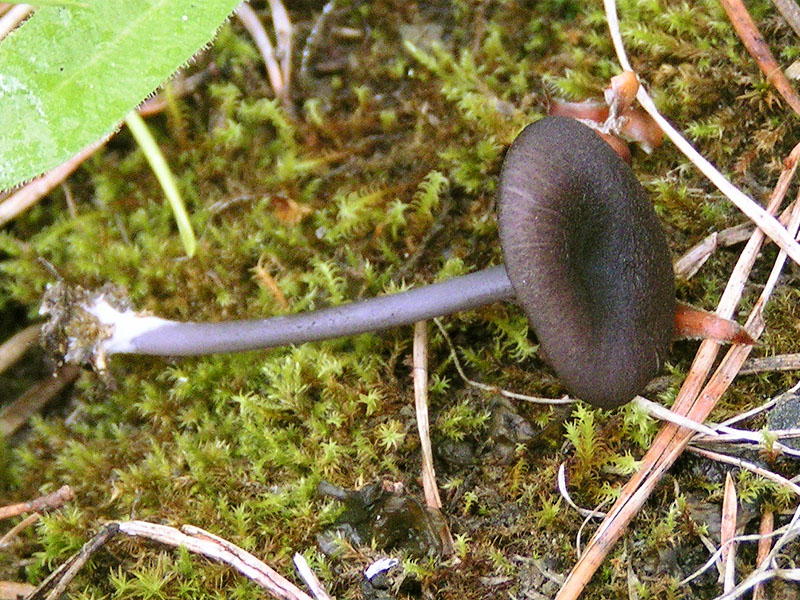